# Luigi Beccali
Luigi Beccali (né le 19 novembre 1907 à Milan - mort le 29 août 1990 à Daytona Beach, Floride) était un athlète italien, qui s'illustra sur la piste dans les années 1930.

## Biographie
Luigi Beccali fut champion olympique du 1500 m aux Jeux olympiques d'été de 1932 à Los Angeles, médaillé de bronze aux Jeux olympiques d'été de 1936 à Berlin. Il a également été sacré champion d'Europe en 1934 et médaillé de bronze au championnat d'Europe de 1938.

## Hommage
Le 7 mai 2015, en présence du président du Comité national olympique italien (CONI), Giovanni Malagò, a été inauguré  le Walk of Fame du sport italien dans le parc olympique du Foro Italico de Rome, le long de Viale delle Olimpiadi. 100 tuiles rapportent chronologiquement les noms des athlètes les plus représentatifs de l'histoire du sport italien. Sur chaque tuile figure le nom du sportif, le sport dans lequel il s'est distingué et le symbole du CONI. L'une de ces tuiles lui est dédiée .

## Palmarès

### Jeux olympiques
- Jeux olympiques 1932 à Los Angeles ( États-Unis)
  -  Médaille d'or sur 1500 m
- Jeux olympiques 1936 à Berlin ( Allemagne)
  -  Médaille de bronze sur 1500 m

### Championnats d'Europe
- Championnats d'Europe d'athlétisme 1934 à Turin ( Italie)
  -  Médaille d'or sur 1500 m
- Championnats d'Europe d'athlétisme 1938 à Paris ( France)
  -  Médaille de bronze sur 1500 m